# Aleksiej Smirnow (aktor)

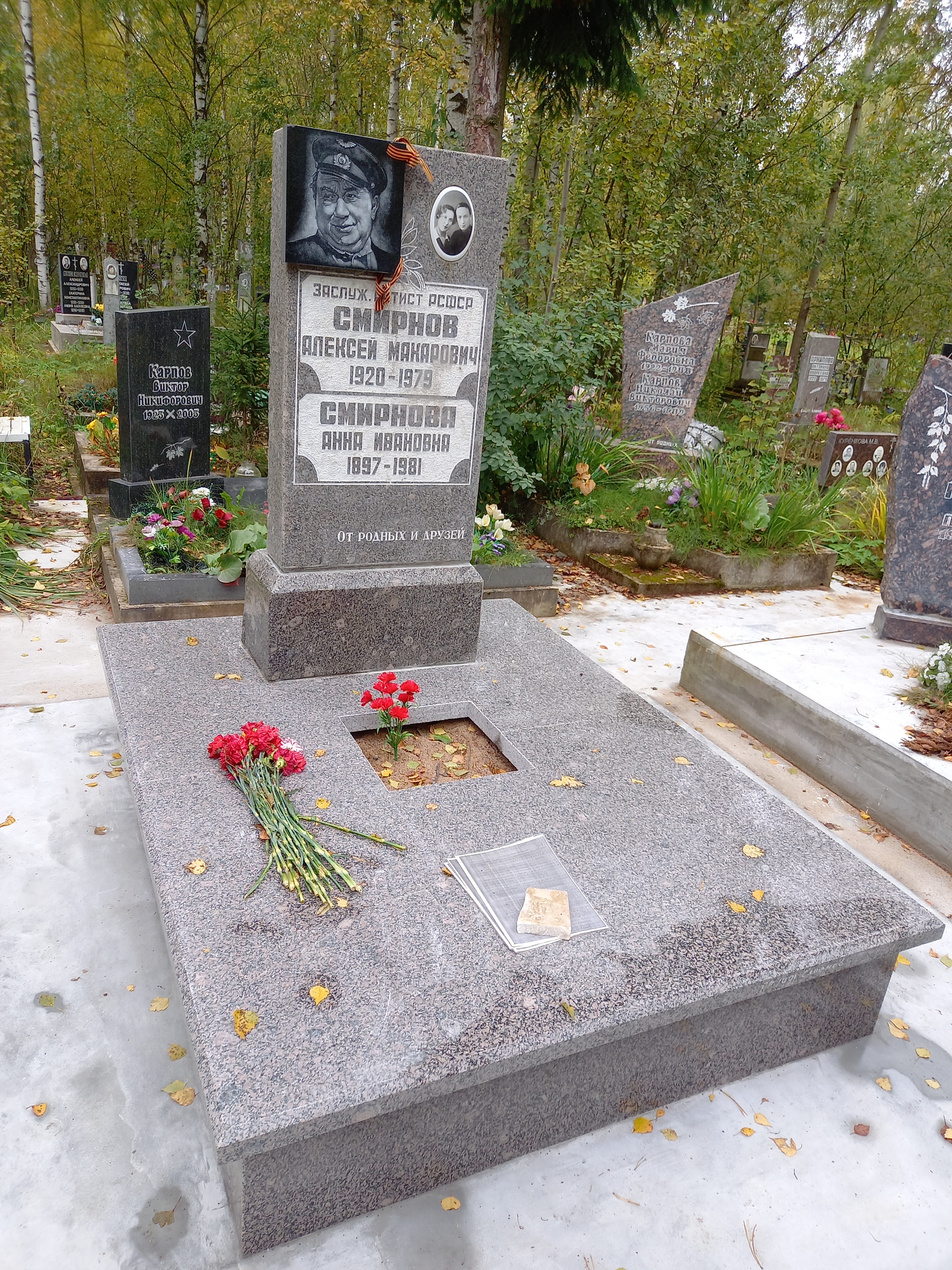
Grób Smirnowa

Aleksiej Makarowicz Smirnow (ros. Алексе́й Мака́рович Смирно́в, ur. 28 lutego 1920, zm. 7 maja 1979) – radziecki aktor filmowy. Zasłużony Artysta RFSRR (1976).

## Wybrana filmografia
- 1960: Roman i Francesca jako herr Fritz
- 1962: Ludzie interesu jako Bill Driscoll (Wódz czerwonoskórych)
- 1965: Operacja „Y”, czyli przypadki Szurika jako Fiedia
- 1968: Ogień, woda i miedziane trąby
- 1972: Złotorogi jeleń jako Duch leśny
- 1974: Auto, skrzypce i pies Kleks jako muzyk grający na tubie